# Francesco Primaticcio

El rapto de Helena, 1530-1539.

Francesco Primaticcio (Bolonia, 30 de abril de 1504 – Fontainebleau, 1570) fue un pintor, arquitecto y escultor manierista italiano, que pasó la mayor parte de su carrera en Francia. Se le llamó il Bologna y también, il Primaticcio.

## Biografía
Nacido en Bolonia, se formó con Giulio Romano en Mantua y se convirtió en alumno de Innocenzo da Imola, ejecutando las decoraciones del Palazzo Te de dicha ciudad italiana antes de procurarse un puesto en la corte de Francisco I de Francia en 1532. Junto al fuerte clasicismo de Giulio Romano, tuvieron una clara influencia sobre él las obras juveniles de Parmigianino, con su mórbida y refinada elegancia. 
Junto a Rosso Fiorentino fue uno de los artistas que lideró la obra del Palacio de Fontainebleau (donde él se encuentra dentro del grupo llamado Primera Escuela de Fontainebleau) pasando allí gran parte de su vida. A la muerte de Rosso en 1540, Primaticcio asumió el control de la dirección artística de Fontainebleau, proveyendo de dibujos a los pintores y estuquistas de su equipo (como Niccolò dell'Abbate). 
Realizó cartones para tapices y, como todos los artistas cortesanos del siglo XVI, realizó las efímeras decoraciones para las mascaradas y fiestas palaciegas, de las que sólo se conservan los dibujos preparatorios y, a veces, grabados. Francisco confiaba en su criterio y lo envió de vuelta a Italia para realizar compras en 1540 y de nuevo en 1545. En Roma, parte del encargo de Primaticcio fue sacar moldes de las mejores esculturas romanas en la colección papal, algunas de ellas en bronce, para decorar los parterres de Fontainebleau.
Primaticcio conservó el cargo de pintor de corte con los herederos de Francisco, Enrique II y Francisco II. Sus obras maestras, la Sala de Hércules en Fontainebleau, les ocuparon, a él y su equipo desde los años 1530 a 1559.
Las populosas composiciones manieristas de Primaticcio y su canon de belleza, de piernas alargadas, influyó el arte francés durante el resto de siglo.
Primaticcio se dedicó a la arquitectura al final de su vida. Su mayor obra es la Capilla Valois en la Basílica de Saint-Denis, aunque no se completó hasta después de su muerte y fue destruida en 1719.

## Obras
Los frescos y buena parte de los estucos realizados por Primaticcio en el castillo de Fontainebleau han sido destruidos, dañados de forma irremediable y desfigurados por varias restauraciones.
Entre las obras perdidas, sobresale una serie de murales sobre Los trabajos de Ulises, realizada según diseños del maestro por Niccolò dell'Abbate. Resultaron destruidos hacia 1739, pero al menos subsiste una serie de grabados realizados por Theodor van Thulden un siglo antes. 
Se le atribuyen el Pabellón de Pomona, en la Galería de Ulises, así como trabajos en la Galería de Enrique II y en la capilla de los Guisa.

### Pinturas
- Autoportrait, óleo sobre tela, Galería Uffizi, Florencia.[2]>
- L'Enlèvement d'Hélène,[3] 1530-1539, óleo sobre tela, 155x188 cm, Museo Bowes del Barnard Castle
- La Sainte Famille,[4] 1541-5143, óleo sobre ardoise, 43,5x31 cm,  Museo del Hermitage, San Petersburgo.[5]
- Ulysse et Pénélope, ca. 1545, óleo sobre tela, Museo de Arte de Toledo (Ohio)

Obras
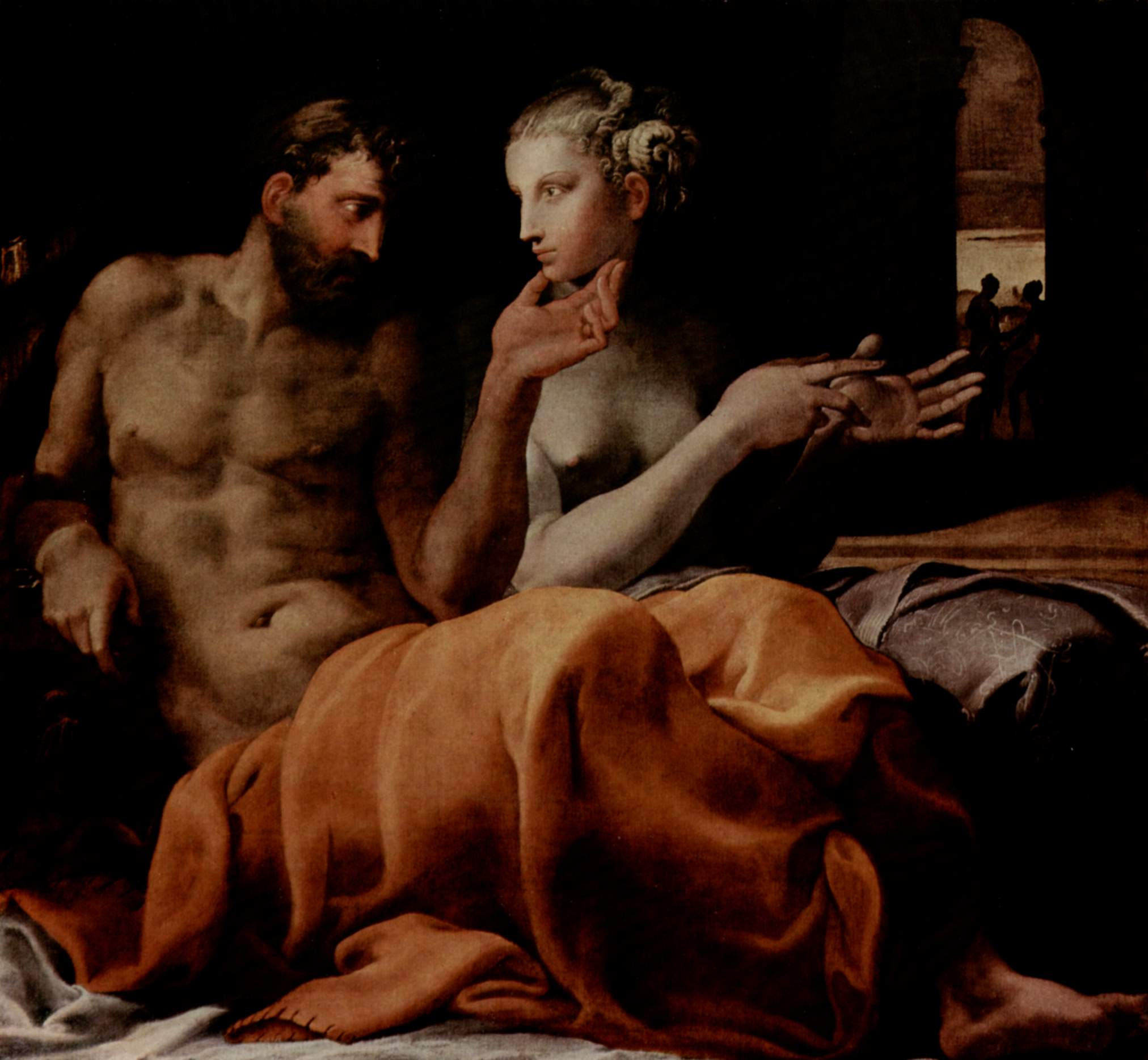
Ulises y Penélope, 1563.
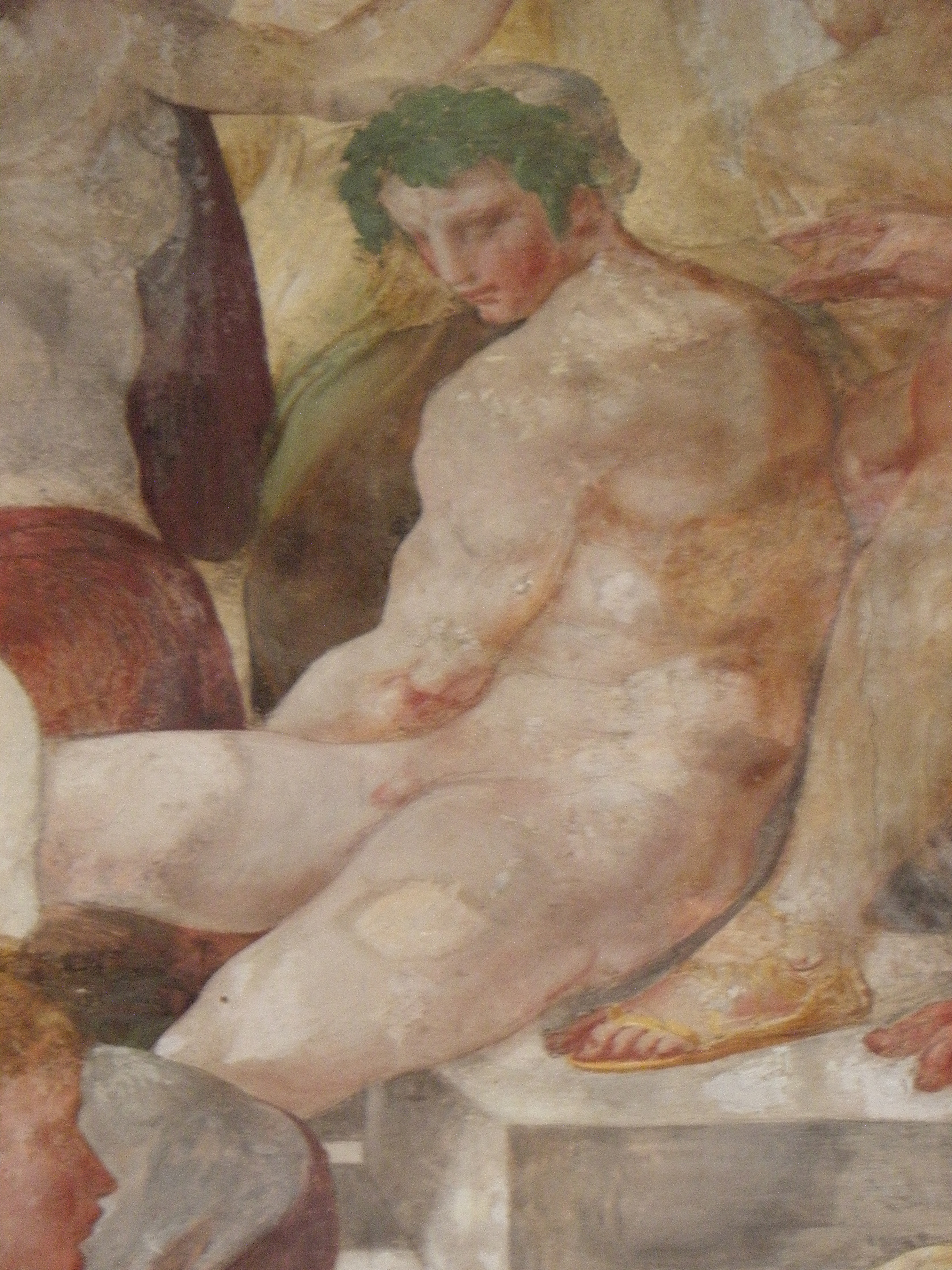
Castillo de Fontainebleau, pintura en el salón de baile ("Salle de Bal").
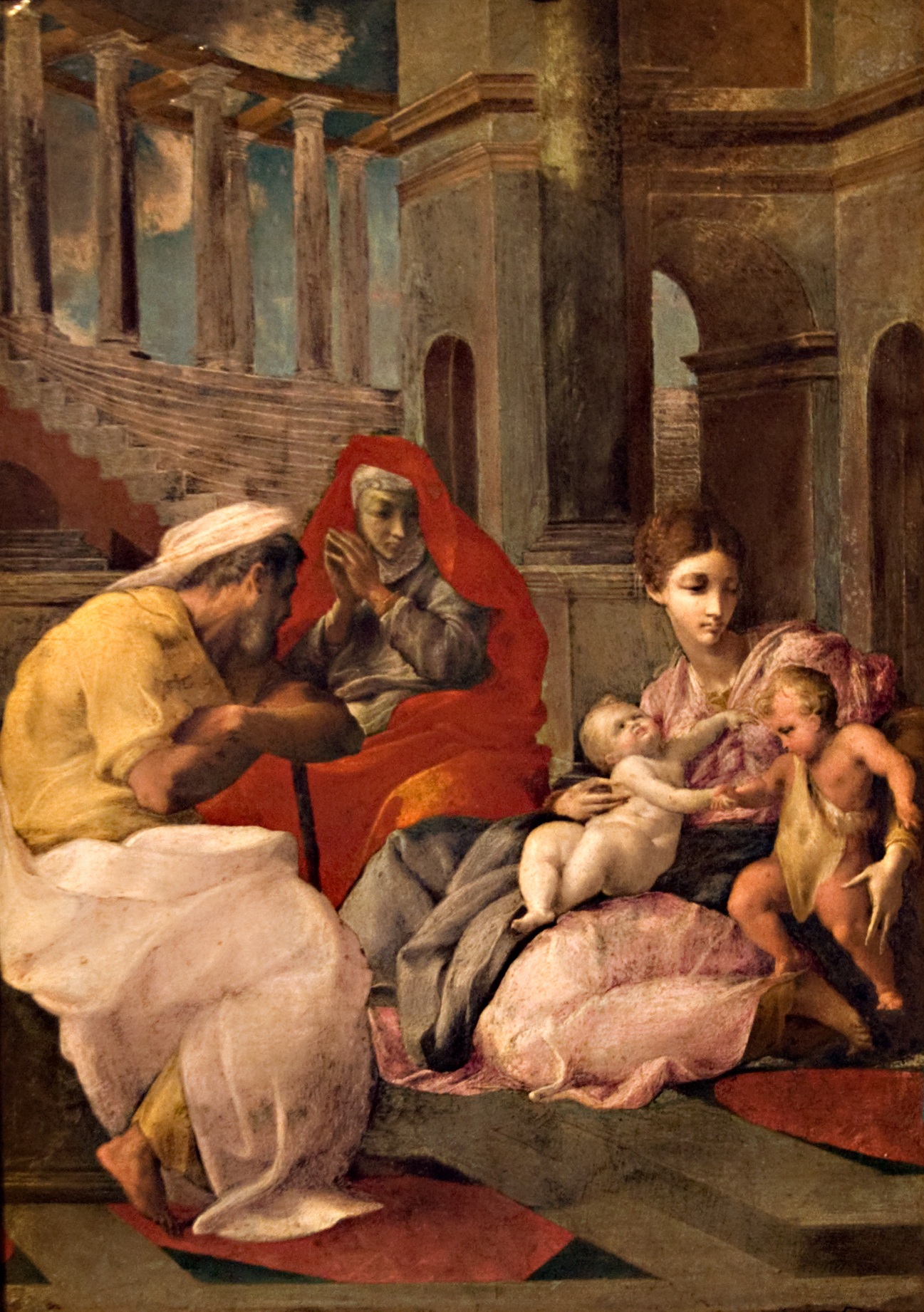
La Sagrada Familia  con Santa Isabel y Juan el Bautista, actualmente en el Museo del Hermitage, San Petersburgo, Rusia.
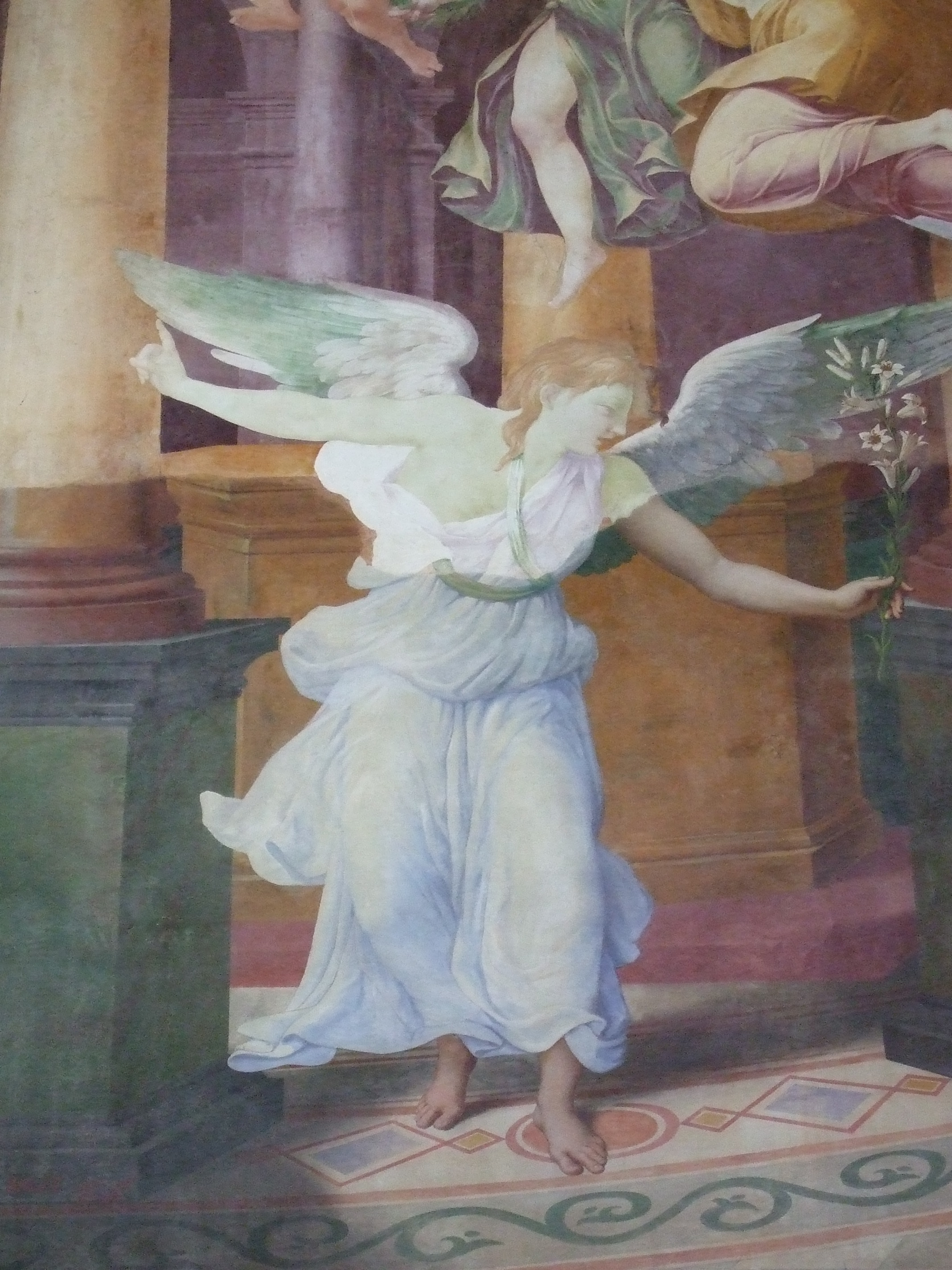
La Anunciación pintura al fresco en la Abadía de Chaalis.

La decoración de la abadía de Chaalis
En 1541, Hipólito II de Este le encargó hacer pinturas para las paredes de su capilla. Estos frescos, terminados en 1544, han sido erróneamente atribuidos a Nicolò dell'Abbate.    
- La contra fachada soporta una representación de La Anunciación, coronada por un blasón del patrocinador, enmarcado por las ramas que llevan las manzanas de oro del jardín de Hespérides.
- Las pinturas de la bóveda de la nave representan a los Padres de la Iglesia, los apóstoles y los evangelistas, testigos de la Encarnación.
- Las cinco bóvedas del coro comportan angelotes que presentan los instrumentos de la Pasión.

Los dibujos preparatorios se guardan en el Museo del Louvre. Sin embargo, aún hay dudas sobre la parte atribuida a la mano del maestro y las de sus asistentes.

Los frescos del Primaticio en la capilla abacial
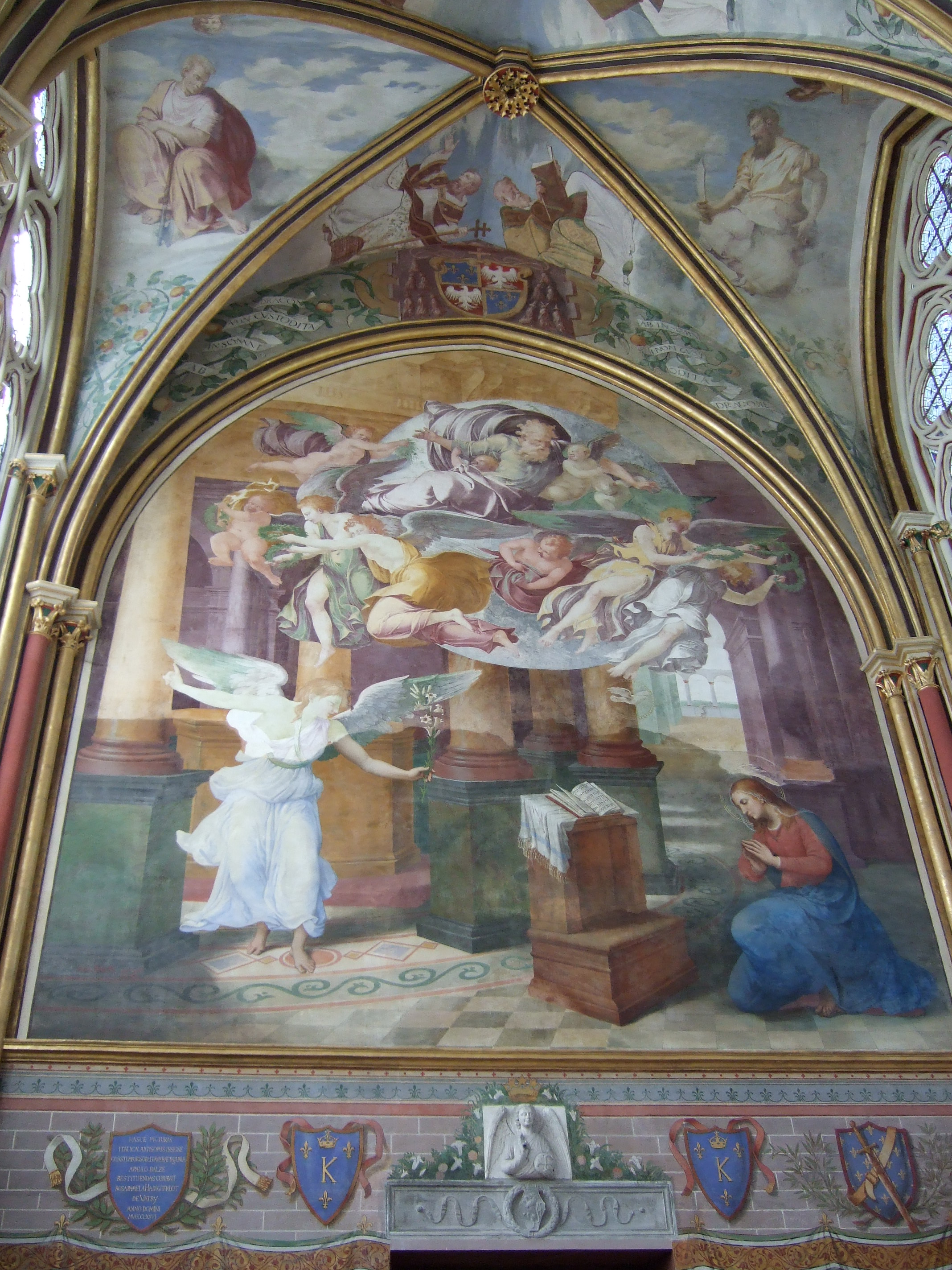
La Anunciación en la contra-fachada
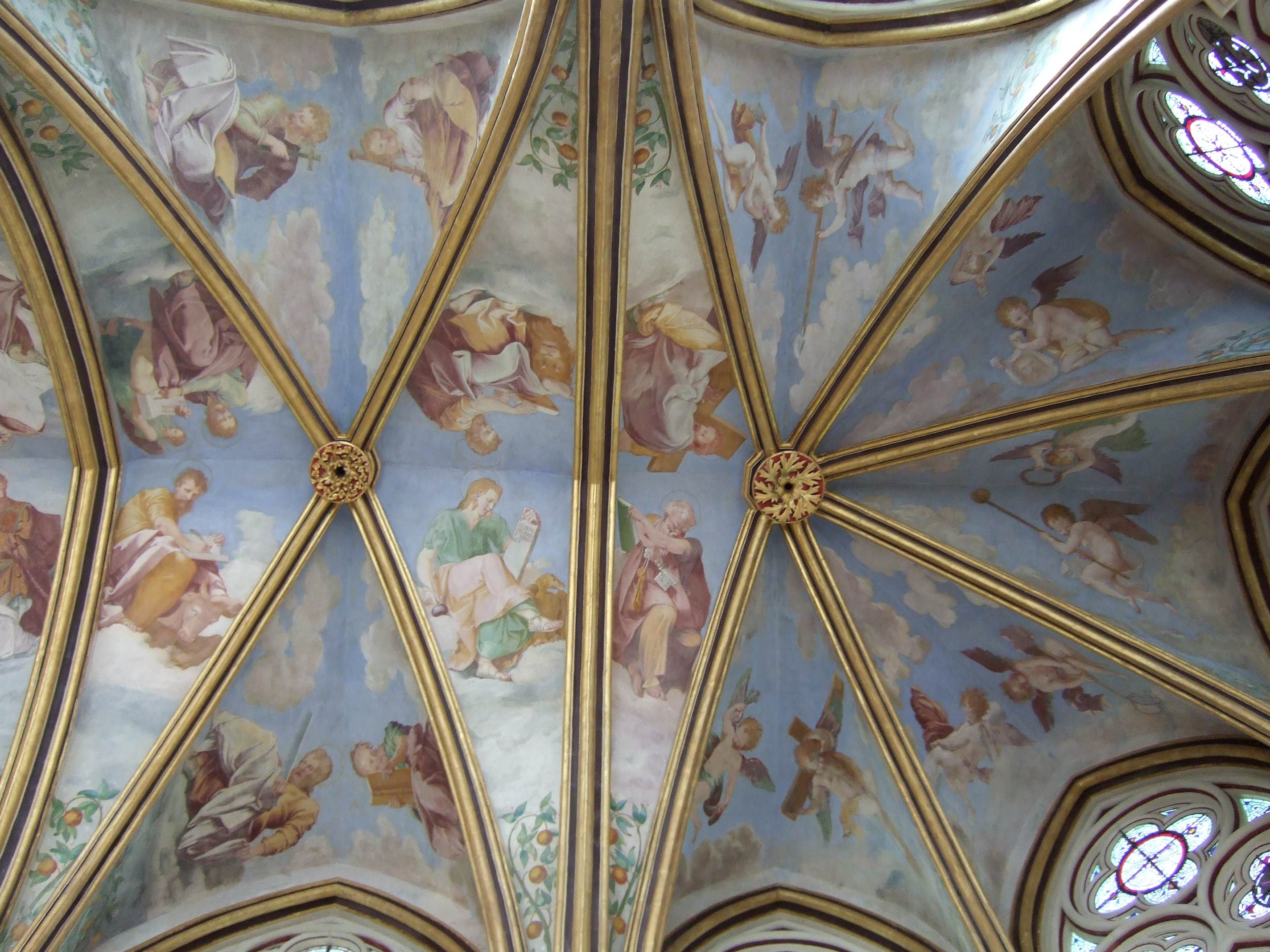
Los apóstoles en la bóveda de la nave
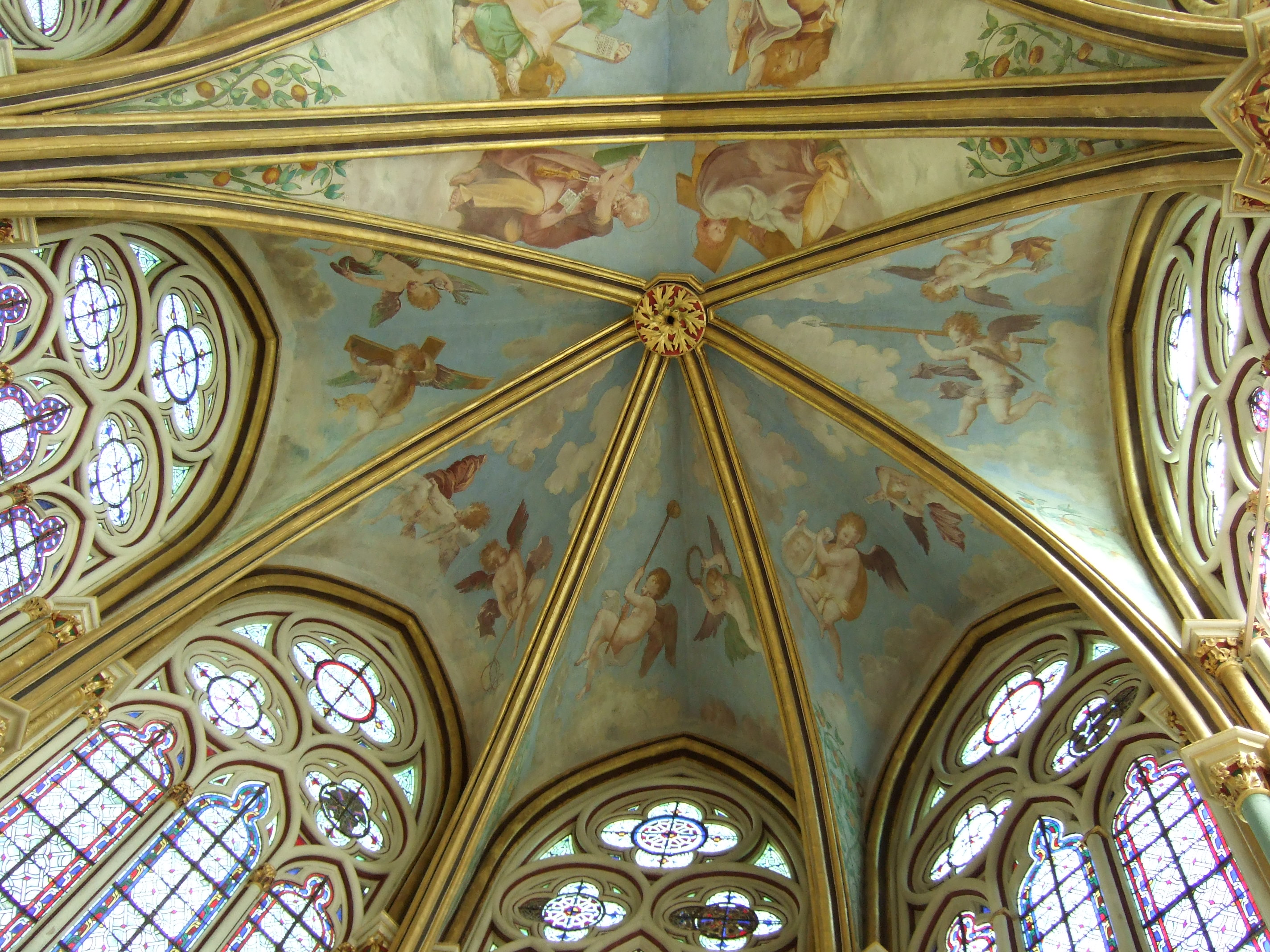
Los instrumentos de la Pasión en los abovedamientos del coro